# Achondroplazja
Achondroplazja, chondrodystrofia – genetycznie uwarunkowana, wrodzona choroba (o dziedziczeniu autosomalnym dominującym) prowadząca do nieprawidłowego kostnienia śródchrzęstnego, co powoduje zaburzenie rozwoju pewnych kości w organizmie i karłowatość.

## Epidemiologia
Częstość występowania w populacji wynosi 1:25000.

## Genetyka
Podłożem achondroplazji jest mutacja pojedynczego genu. Gen ten zlokalizowany jest na ramieniu krótkim chromosomu 4 (4p16.3). W postaci homozygotycznej jest to mutacja letalna na poziomie zarodkowym – upośledzenie w życiu płodowym. W ponad 99% przypadków tej choroby dochodzi do różnego typu mutacji receptora dla czynnika wzrostu fibroblastów (fibroblast growth factor receptor 3, FGFR3). Jest to zwykle mutacja punktowa, polegająca na substytucji Gly380Arg.
Choroba ta w 80% przypadków powstaje de novo. Częstość występowania tej mutacji wzrasta w przypadku ojca w wieku powyżej 35 lat.

## Objawy
Na obraz kliniczny składają się głównie objawy związane z zaburzeniami wzrostu:
- karłowatość,
- skrócenie długości kończyn, szczególnie części proksymalnych,
- prawidłowa długość tułowia,
- nadmierna lordoza odcinka lędźwiowego kręgosłupa,
- zwężenie kanału kręgowego w odcinku lędźwiowym,
- małe sześcienne trzony kręgów,
- szpotawe kolana,
- dłoń kształtu trójzębnego,
- wydatne czoło,
- zapadnięta nasada nosa,
- mikromelia (małe dłonie),
- rozwój intelektualny w normie.

## Klasyfikacja ICD10
| kod ICD10     | nazwa choroby                                                                 |
| ------------- | ----------------------------------------------------------------------------- |
| ICD-10: Q77   | Dysplazja kostno-chrzęstna z upośledzeniem wzrostu kości długich i kręgosłupa |
| ICD-10: Q77.4 | Achondroplazja                                                                |